# Паюнг месикхат

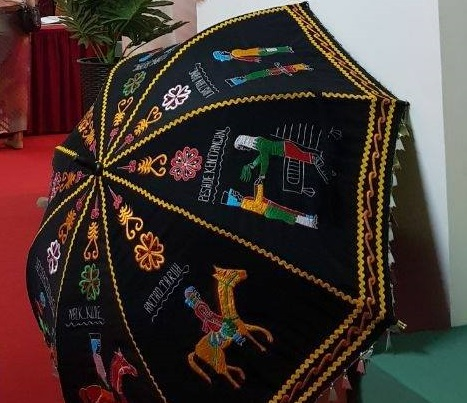
Паюнг месикхат (Из коллекции индонезийской поэтессы Декнонг Кемалавати

Па́юнг месикха́т (payung mesikhat) – традиционный зонт у народности алас в провинции Аче (Индонезия). Используется для различных церемоний (обрезание, свадьба, сопровождение почётных гостей и т.п.). Изготавливается из чёрной водонепроницаемой ткани с вышивкой, которая отражает предназначение зонта. Например, на свадебном зонте могут изображаться сцены из жизни девушки во время её девичества, включая трудовые сцены (толчение риса и т.п.). По краю зонта вышиваются узоры. Зонты хранятся в семьях и передаются по наследству .